# Fondo de Capitalización e Inversión del Sector Rural
Fondo de Capitalización e Inversión del Sector Rural (Focir por su acrónimo) es una institución de banca de desarrollo en México, encargada de fomentar la inversión de largo plazo en empresas agroindustriales.

## Historia
El Fondo de Capitalización e Inversión del Sector Rural (Focir) se constituyó con fecha del 25 de marzo de 1994. El gobierno federal (siendo presidente de México, Carlos Salinas de Gortari), por conducto de la Secretaría de Hacienda y Crédito Público (siendo secretario, Pedro Aspe Armella), en su carácter de fideicomitente y Nacional Financiera (siendo director, José Ángel Gurría), en su carácter de fiduciaria celebraron un contrato mediante el cual se constituyó el fideicomiso público considerando entidad paraestatal denominado “Fondo de Capitalización e Inversión del Sector Rural”, con el fin de consolidar el fomento, financiamiento y desarrollo de proyectos viables y rentables en el sector rural y constituir un factor de impulso en la inversiones que en materia agrícola, ganadera, forestal y acuícola.
Objetivo:
Generar sinergias con todos los actores relevantes en la industria del capital para potenciar el crecimiento y fortalecimiento del sector.
Favorecer los procesos de profesionalización e institucionalización de las empresas en las que somos inversionistas, a través de asistencia técnica en materia de gobierno corporativo.
Fomentar la cultura del capital privado, mediante acciones de capacitación que promueven el desarrollo de operadores y administradores de fondos de capital, en especial para el sector rural y la agroindustria.
Participar directamente con inversionistas y empresas en los procesos de análisis, evaluación e inversión en proyectos de impacto regional.
Misión:
Apoyar y complementar la capacidad económica de los productores rurales y de sus organizaciones económicas, para fomentar el desarrollo y consolidación de empresas rurales y agroindustriales, mediante inversiones, inversión de largo plazo, en forma temporal y minoritaria, que detonen proyectos de alto potencial y beneficio social.
Visión:
Entidad autosustentable que incide en forma relevante en la capitalización del sector rural y agroindustrial fomentando la participación del sector privado y de los agentes financieros nacionales y extranjeros para detonar y potenciar el flujo de recursos de inversión a favor de la capitalización del sector.
En noviembre de 2018, el presidente de la república Andrés Manuel López Obrador nombró al exdirector del Fondo de Capitalización e Inversión del Sector Rural (Focir) al Ing. Francisco Javier Delgado Mendoza, como director general de cuatro instituciones financieras, el Fideicomiso de Riesgo Compartido (Firco), el Fondo de Capitalización e Inversión del Sector Rural (FOCIR), la Financiera Nacional de Desarrollo Agropecuario, Rural, Forestal y Pesquero (Fnd) y Agroasemex, acción que anuncio una futura fusión. En mayo de 2019, se presentó en la Comisión Permanente de la Cámara de Diputados la iniciativa para crear la Financiera Nacional Agropecuaria, misma que será analizada por la comisión de hacienda, con lo que se pretende que la iniciativa de Ley, con proyecto de decreto, expida la Ley Orgánica de Financiera Nacional Agropecuaria, Sociedad Nacional de Crédito, Institución de Banca de Desarrollo (Finagro), y dar certeza jurídica y un marco legal para lo que será́ el  nuevo sistema de financiamiento rural integral en México.

## Fundamento Legal
Es una dependencia de la Administración Pública Federal de conformidad con los artículos 90 de la Constitución Política de los Estados Unidos Mexicanos. Y 2°, fracción 1, 26 y 31 de la Ley Orgánica de la Administración Pública Federal. 
El 25 de enero de 2011, el Fondo de Capitalización e Inversión del Sector Rural (FOCIR), propuso a la Secretaría de Hacienda y Crédito Público una modificación del presente fideicomiso público considerada entidad paraestatal, en términos de los artículos 3°, fracción III, y 47 de la Ley Orgánica, 2° y 4° de la Ley Federal de las Entidades Paraestatales, y 9°, segundo párrafo de la Ley Federal de Presupuesto y Responsabilidad Hacendaria.

## Directores generales
| Director general            | Periodo            |
| --------------------------- | ------------------ |
| Alfonso Caso Aguilar        | 1994 - 1995        |
| Luis Martínez Villicaña     | 1995 - 2001        |
| Guillermo Vázquez Rodríguez | 2001 - 2002        |
| Javier Delgado Mendoza      | 2002 - 2014 2019 - |
| Luis Alberto Ibarra Pardo   | 2014 - 2018        |